# Jens Petersen (Radsportler)
Jens „Lyn“ Petersen (* 24. April 1919 in Kopenhagen; † 30. Mai 1993 in Slagelse) war ein dänischer Bahnradsportler.
1941 wurde Jens Petersen dänischer Meister im Sprint der Amateure, im Jahr darauf Vizemeister. 1946 errang er den nationalen Sprinttitel der Profis. Im selben Jahr startete er bei den UCI-Bahn-Weltmeisterschaften 1946 in Zürich, konnte sich aber nicht vorne platzieren.